# Shailene Woodley
Shailene Diann Woodley (San Bernardino, California; 15 de noviembre de 1992) es una actriz y productora estadounidense. Comenzó a trabajar como modelo a los cuatro años, y ganó reconocimiento por su papel protagonista como Amy Juergens en la serie dramática de ABC Family The Secret Life of the American Teenager (2008-2013).
Woodley hizo su debut cinematográfico en The Descendants en 2011 y luego protagonizó la película The Spectacular Now (2013). Por la primera, ganó un Cannes Trophée Chopard y recibió una nominación al Globo de Oro a la mejor actriz de reparto y la segunda le valió un premio especial del jurado en el Festival de Cine de Sundance. Consiguió un mayor reconocimiento por su papel protagónico como una adolescente con cáncer en el drama romántico The Fault in Our Stars (2014) y como Beatrice «Tris» Prior en la trilogía de ciencia ficción The Divergent Series (2014-2016). De 2017 a 2019, interpretó a una víctima de agresión sexual en la serie dramática de HBO Big Little Lies, por la que fue nominada para un premio Primetime Emmy y un Globo de Oro.

## Primeros años
Nació en el Condado de San Bernardino, California, pero creció en Simi Valley. Es hija de Lori Woodley (de soltera “Victor"), consejera escolar, y de Loni Woodley, director de escuela. Tiene un hermano menor, Tanner. Fue educada en Simi Valley High School en California.
Cuando Woodley tenía 4 años empezó a modelar para comerciales. Fueron seguidos por roles en la actuación. Debutó en 1999 en el telefilme Replacing Dad. Sus siguientes papeles fueron en la serie de televisión The District (2000), Crossing Jordan (2001) y The O.C. (2003), por mencionar algunos.
Cuando Woodley tenía 15 años de edad fue diagnosticada de escoliosis, y tuvo que usar un tipo correa y un «odioso» —según ella— sostén por dos años. Agregó que no hubiera odiado tanto el tratamiento de no haber coincidido con el divorcio de sus padres. Desde niña era una buena estudiante. Según ella, sus padres le pedían que saliera más a menudo, ya que creían que tenía problemas para relacionarse.

## Carrera

### 1999-2010: comienzos en la actuación yThe Secret Life of the American Teenager

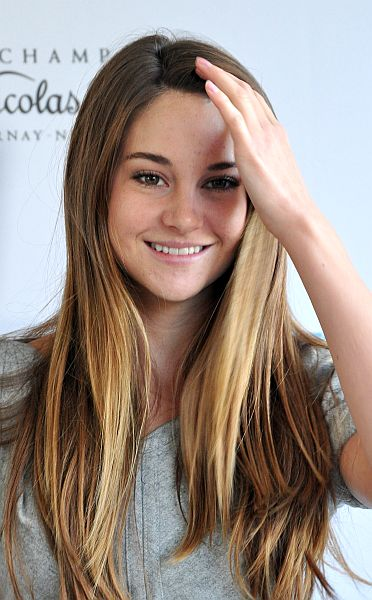
Woodley en 2011.

Woodley comenzó su carrera como actriz en 1999 con un papel menor en la película para televisión Replacing Dad. Luego apareció en papeles televisivos menores en The District y Crossing Jordan (en este último, interpretó la versión de 10 años del personaje principal de Jill Hennessy). Siguió con un papel principal en la película para televisión A Place Called Home (2004) como California Ford, que le valió una nominación para un premio Young Artist. También interpretó originalmente a la joven Kaitlin Cooper en The O. C. y apareció como el personaje principal Felicity Merriman en la película para televisión Felicity: An American Girl Adventure (2005). Su actuación recibió otra nominación al Premio Artista Joven. Después de esto, Woodley apareció en numerosos papeles como invitada en otras series de televisión, incluyendo Everybody Loves Raymond, My name is Earl, CSI: NY, Close to Home y Cold Case.
Luego Woodley fue elegida como el personaje principal, Amy Juergens, en la serie de ABC Family The Secret Life of the American Teenager (2008-2013), sobre una niña de 15 años que se entera de que está embarazada. El programa explora los efectos de su embarazo en su familia, amigos y ella misma, así como la vida en Grant High School. Ken Tucker de Entertainment Weekly elogió su actuación y dijo: «[Es] un programa bien intencionado, bastante valiente, pero destartalado». Popular entre los espectadores, el programa se convirtió en una de las transmisiones más vistas de ABC Family en todo su carrera de cinco temporadas, que abarca más de 121 episodios.

### 2011-2014: debut cinematográfico y reconocimiento internacional en el cine
En 2011, Woodley hizo su debut cinematográfico en The Descendants, donde interpretó a Alex, la atribulada hija mayor de Matt King (interpretado por George Clooney). Su actuación recibió críticas positivas de la crítica. AO Scott de The New York Times dijo: «La Sra. Woodley [ofrece] una de las actuaciones adolescentes más duras, inteligentes y creíbles de los últimos tiempos». Peter Debruge de Variety dijo que su actuación es una «revelación» y que «en el papel de Alex, [ella] muestra tanto la ventaja como la profundidad que exige el papel». Recibiendo elogios por su actuación, Woodley recibió una nominación al Globo de Oro a la mejor actriz de reparto, y ganó el premio Independent Spirit a la mejor actriz de reparto. La revista People la nombró una de las Más bellas de todas las edades de 2012. Woodley también fue considerada una de las 55 caras del futuro por Young Hollywood Issue de Nylon.
Woodley protagonizó la adaptación cinematográfica de la novela de Tim Tharp, The Spectacular Now, como Aimee Finecky, una adolescente inocente y libresca que comienza a salir con el encantador y despreocupado estudiante de último año de secundaria (Miles Teller). La película se estrenó en Sundance el 18 de enero de 2013. Su interpretación de Aimee ganó elogios de la crítica; La crítica de Los Angeles Times, Betsy Sharkey, dijo que Woodley y Teller «traen un rostro tan auténtico de confianza y cuestionamiento, indiferencia y necesidad, dolor y negación, amistad y primer amor», mientras que otro crítico de The Guardian dijo que dieron «actuaciones notablemente fuertes» que «muestran una profundidad de sentimiento que es impresionante en su simplicidad y honestidad [y]». Además, Woodley ganó el Premio Especial del Jurado por actuación, junto con Teller, en el Festival de Cine de Sundance 2013 y recibió un nominación al premio Independent Spirit a la mejor actriz.
En octubre de 2012, le ofrecieron a Woodley el papel de Mary Jane Watson en The Amazing Spider-Man 2: Rise of Electro. El 19 de junio de 2013, fue eliminada de la película. El director Marc Webb le dijo a The Hollywood Reporter que el corte fue «una decisión creativa para simplificar la historia y centrarse en Peter y Gwen y su relación», y que a todos les encantó trabajar con Woodley. También había firmado para protagonizar White Bird in a Blizzard, dirigida por Gregg Araki. Aunque el rodaje tuvo lugar en octubre de 2012, la película no se estrenó hasta el 20 de enero de 2014 en el Festival de Cine de Sundance y luego el 24 de octubre de 2014 a un público más amplio, donde recibió críticas mixtas. En la película, interpreta a la adolescente Katrina «Kat» Connors, cuya vida se ve sumida en el caos cuando su madre desaparece. La crítica Moira MacDonald la elogió diciendo: «La representación de Woodley de Kat es discreta, natural y absolutamente intacta; como lo ha hecho en todos los papeles, hace suyo el personaje, con su vocecita áspera y su mirada fija».

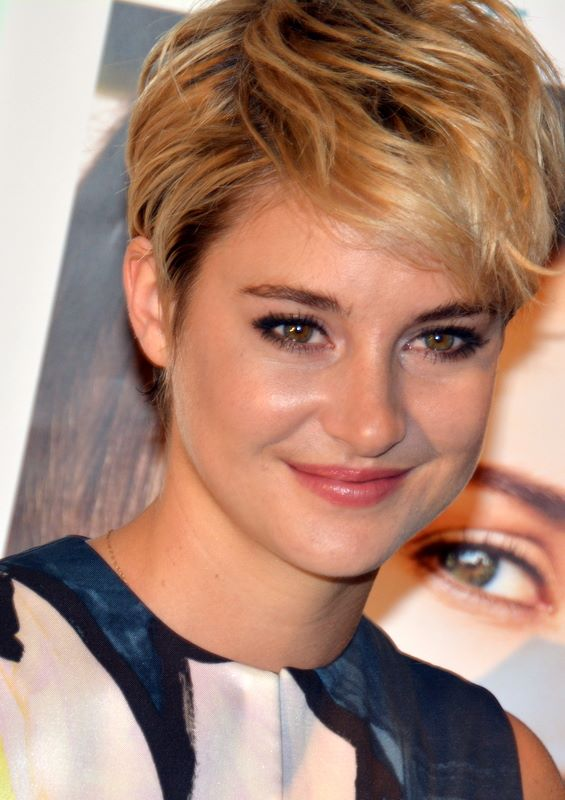
Shailene Woodley en el estreno cinematográfico de White Bird in a Blizzard en 2014.

En 2014, Woodley interpretó a Beatrice «Tris» Prior en la película Divergent, una adaptación de la novela para adultos jóvenes más vendida de Veronica Roth del mismo nombre, y la primera entrega de The Divergent Series. Ambientada en un Chicago distópico y postapocalíptico, la película recibió críticas mixtas, pero la interpretación de Woodley como Tris recibió una acogida positiva; Sam Allard de Orlando Weekly dijo, «con su actuación como Tris Prior en Divergent, Woodley rescata y luego plantea una película que podría haber sido un desastre total». Divergente alcanzó el puesto número uno en la taquilla durante su fin de semana de apertura, y fue un éxito financiero.
Posteriormente, en 2014, Woodley interpretó a Hazel Grace Lancaster en The Fault in Our Stars, la adaptación cinematográfica de la novela homónima de John Green. Interpretó a una paciente de cáncer de 16 años que conoce y se enamora de Augustus Waters (interpretado por Ansel Elgort, quien también interpretó a su hermano en la serie Divergent), un adolescente igualmente afligido de su grupo de apoyo para el cáncer. Green dijo a través de Twitter sobre Woodley; «Hubo tantas audiciones increíbles para el papel de Hazel, pero el amor de Shailene por el libro y su comprensión de Hazel me dejaron boquiabierto». La película fue un éxito de taquilla, recaudando más de $307 millones en todo el mundo. La actuación de Woodley recibió elogios de la crítica; Peter Travers en Rolling Stone la calificó como una «actriz sublime con un currículum que prácticamente demuestra que es incapaz de hacer un movimiento en falso ante la cámara», y Richard Roeper de Chicago Sun-Times calificó su actuación como Hazel digna de un Óscar, y agregó, «ella es tan memorable». El 14 de noviembre de 2014, recibió el premio Hollywood Film Award por Hollywood Breakout Performance - Actriz por su interpretación de Hazel.

### 2015-presente: continuación en el cine y televisión

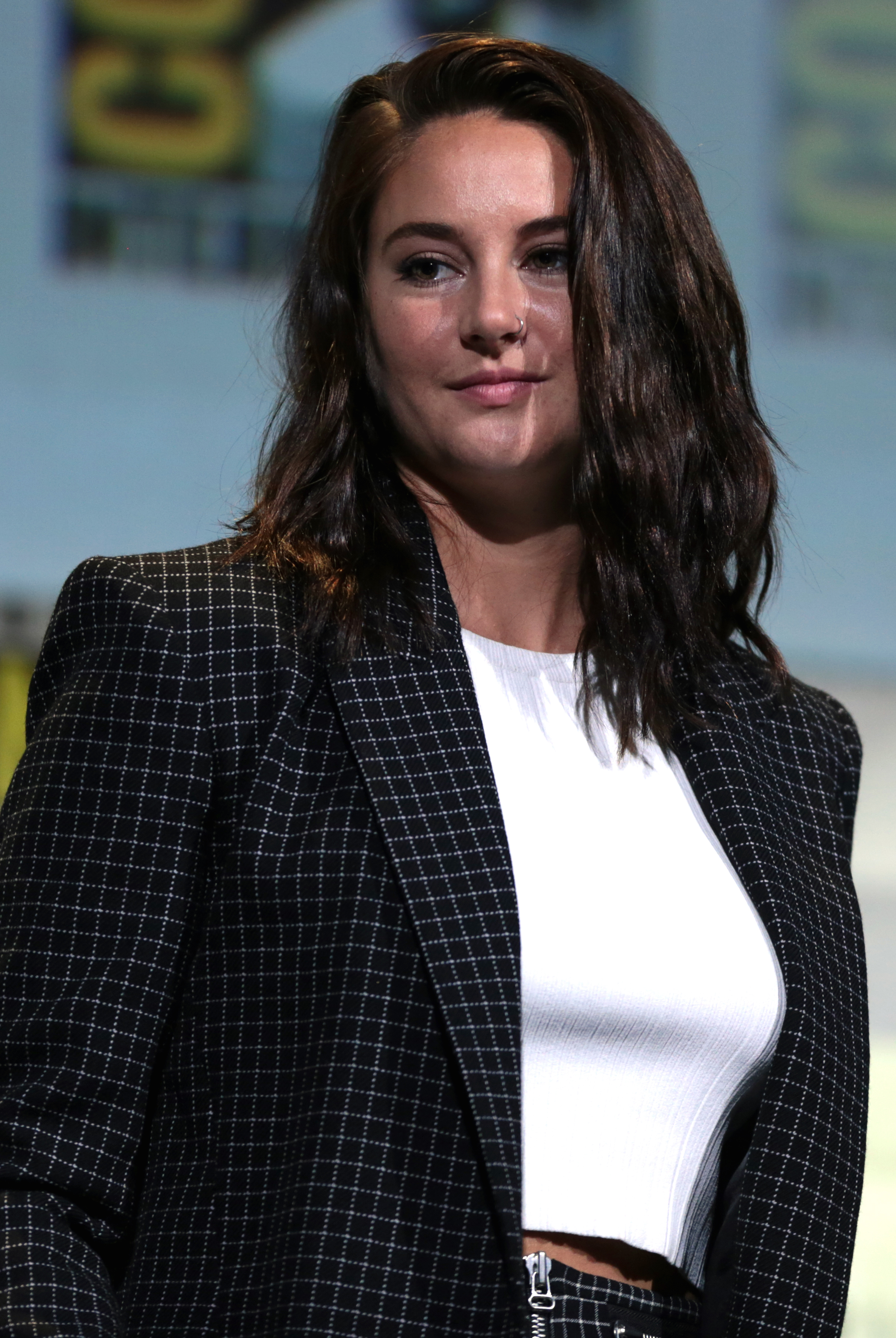
Woodley en la Convención Internacional de Cómics de San Diego de 2016.

En 2015, Woodley repitió su papel de Tris en The Divergent Series: Insurgent, la segunda entrega de The Divergent Series. Su actuación una vez más recibió elogios de la crítica, con Daniel M. Kimmel de New England Movies Weekly escribiendo: «Woodley hace un trabajo sólido aquí como lo ha hecho en otros lugares, y sigue siendo alguien a quien mirar». A pesar de una recepción crítica más negativa que la película anterior, Insurgent tuvo éxito comercial, ganando casi $100 millones en su debut mundial y recaudó $295,2 millones en todo el mundo. Repitió su papel nuevamente en la penúltima película de la serie Allegiant (2016). La película, sin embargo, fue mal revisada por los críticos y fue una bomba de taquilla. Lionsgate había planeado que la última película de la serie se hiciera para televisión, pero Woodley anunció que no sería parte de ella. Luego actuó junto a Joseph Gordon-Levitt en el thriller biográfico Snowden (2016) de Oliver Stone, en el que Gordon-Levitt interpretó a Edward Snowden. La reseña de Owen Gleiberman decía que Woodley «ofrece una actuación de una dimensión impresionante: a medida que avanza la película, hace que Lindsay sea solidaria y egoísta, amorosa y afligida».
A partir de 2015, Woodley se tomó un descanso de la filmación durante casi un año, y declaró en una entrevista posterior que «había chocado contra una pared con la actuación». De 2017 a 2019, Woodley interpretó a una sobreviviente de agresión sexual junto a Nicole Kidman y Reese Witherspoon, en dos temporadas de la serie dramática de HBO Big Little Lies. Fue nominada para un Emmy y un Globo de Oro en 2017 como mejor actriz de reparto en una miniserie o telefilme y mejor actriz de reparto de serie, miniserie o telefilme, respectivamente, por su papel. También protagonizó y produjo la película biográfica Adrift (2018), con Baltasar Kormákur como director. Su interpretación de Tami Oldham Ashcraft, una marinera de la vida real que quedó varada en el mar después de una tormenta, con Daniel Feingold de WSVN llamando a su trabajo «digno de un Óscar». Woodley recibió el premio estrella emergente durante el Festival de Cine de Deauville 2018.
En 2019, Woodley protagonizó el drama romántico Endings, Beginnings junto a Sebastian Stan, Jamie Dornan y Matthew Gray Gubler. En 2021, protagonizó la película dramática de la Bahía de Guantánamo de la vida real The Mauritanian junto a Jodie Foster, Tahar Rahim y Benedict Cumberbatch y también tuvo un pequeño papel secundario en la película aclamada por la crítica The Fallout.
Woodley se unió a la película de drama romántico The Last Letter from Your Lover, que comenzó a producirse en Mallorca, España y el Reino Unido a mediados de octubre de 2019. Woodley fue la productora ejecutiva de la película junto a su coprotagonista Felicity Jones. La película fue dirigida por Augustine Frizzell. También se anunció su papel protagonista para Misántropo, un thriller centrado en una policía talentosa que es reclutada por el FBI para ayudar a perfilar y localizar a un asesino en serie. Woodley realizó también las labores de producción de la película. En 2023 protagonizó junto a Jack Whitehall la película de ciencia ficción Robots. También apareció en la cinta Ferrari, interpretando a Lina Lardi, la amante de Enzo Ferrari y en Dumb Money, una película biográfica sobre el inversor estadounidense Keith Gill.

## Vida personal y activismo
En 2018, Woodley confirmó que estaba saliendo con el jugador de rugby australiano-fiyiano Ben Volavola. En una entrevista con The Hollywood Reporter, dijo: «Me enamoro de los seres humanos por quiénes son, no por lo que hacen o de qué sexo son». En abril de 2020, se informó que la relación con Volavola había terminado.
En febrero de 2021 se hizo público su compromiso con el jugador de fútbol americano Aaron Rodgers. Sin embargo, un año después anunciaron su ruptura.

### Activismo
Woodley es una ávida activista medioambiental y defensora del clima. En 2010, ella y su madre cofundaron la organización sin fines de lucro All it Takes, un programa de liderazgo juvenil que tiene como objetivo educar a los jóvenes para que practiquen la empatía, la compasión, la responsabilidad y el propósito con la esperanza de fomentar un cambio sostenible y positivo para ellos mismos, los demás y el medio ambiente. Apoyó a Bernie Sanders para presidente en 2016 y 2020.
En 2016, Woodley protestó contra el Dakota Access Pipeline, un oleoducto subterráneo de transporte de petróleo. En octubre, fue arrestada por allanamiento de morada en Saint Anthony, Dakota del Norte. Se declaró culpable y fue condenada a un año de libertad condicional. A mediados de 2016, se unió a la junta de Our Revolution, una organización política cuyo objetivo es educar a los votantes sobre temas, involucrar a la gente en el proceso político y trabajar para organizar y elegir líderes progresistas. El 29 de septiembre de 2016, fue homenajeada en los premios Global Green Environmental Awards del vigésimo aniversario, recibiendo el premio al liderazgo medioambiental de la industria del entretenimiento por cofundar All it Takes. En octubre de 2016, recibió el premio Female EMA Futures durante la 26ª edición de los premios de la Asociación de Medios Ambientales (EMA).
En 2018, Woodley llevó a la activista Calina Lawrence a la 75.ª entrega de los Globos de Oro como invitada; se conocieron en Standing Rock mientras protestaban por el oleoducto Dakota Access.

## Filmografía

### Cine
| 2011 | Los descendientes                         | Alexandra «Alex» King                 |
| 2013 | The Spectacular Now                       | Aimee Finecky                         |
| 2014 | White Bird in a Blizzard                  | Katrina «Kat» Connor                  |
| 2014 | Divergent                                 | Beatrice «Tris» Prior                 |
| 2014 | Bajo la misma estrella                    | Hazel Grace Lancaster                 |
| 2014 | The Amazing Spider-Man 2: Rise of Electro | Mary Jane Watson (escenas eliminadas) |
| 2015 | The Divergent Series: Insurgent           | Beatrice «Tris» Prior                 |
| 2016 | The Divergent Series: Allegiant           | Beatrice «Tris» Prior                 |
| 2016 | Snowden                                   | Lindsay Mills                         |
| 2018 | A la deriva                               | Tami Oldham Ashcraft                  |
| 2019 | Finales, principios                       | Daphne                                |
| 2021 | The Mauritanian                           | Teresa «Teri» Duncan                  |
| 2021 | La última carta de amor                   | Jennifer Stirling                     |
| 2021 | The Fallout                               | Anna                                  |
| 2023 | Misántropo                                | Eleanor Falco                         |
| 2023 | Robots                                    | Elaine                                |
| 2023 | Dumb Money                                | Caroline Gill                         |
| 2023 | Ferrari                                   | Lina Lardi                            |

### Televisión
| 1999      | Replacing Dad                            | Niña pequeña             | Película de televisión                 |
| 2001–2003 | The District                             | Kristin Debreno          | 3 episodios                            |
| 2001–2004 | Crossing Jordan                          | Jordan Cavanaugh (joven) | 4 episodios                            |
| 2003      | Without A Trace                          | Claire Metcalf           | Episodio: «Clare de Lune»              |
| 2003–2004 | The O. C.                                | Kaitlin Cooper           | 6 episodios                            |
| 2004      | Everybody Loves Raymond                  | Chica estirada           | Episodio: «Party Dress»                |
| 2004      | A Place Called Home                      | California «Cali» Ford   | Película de televisión                 |
| 2004–2005 | Jack & Bobby                             | Chloe Benedict           | 2 episodios                            |
| 2005      | Felicity: An American Girl Adventure     | Felicity Merriman        | Película de televisión                 |
| 2005      | Once Upon a Mattress                     | Molly                    | Película de televisión                 |
| 2006      | My Name Is Earl                          | Gwen Waters (joven)      | Episodio: «BB»                         |
| 2007      | Close to Home                            | Gaby Tursi               | Episodio: «Getting In»                 |
| 2007      | CSI: NY                                  | Evie Pierpont            | Episodio: «A Daze of Wine and Roaches» |
| 2007      | Final Approach                           | Maya Bender              | Película de televisión                 |
| 2007      | Cold Case                                | Sarah Gunden             | Episodio: «Running Around»             |
| 2008–2013 | The Secret Life of the American Teenager | Amy Juergens             | Protagonista; 121 episodios            |
| 2017–2019 | Big Little Lies                          | Jane Chapman             | Elenco principal; 14 episodios         |

## Premios y nominaciones
| Festival de Cannes | Festival de Cannes                    | Festival de Cannes | Festival de Cannes | Festival de Cannes |
| Año                | Categoría                             | Trabajo            | Resultado          |                    |
| ------------------ | ------------------------------------- | ------------------ | ------------------ | ------------------ |
| 2012               | Trophée Chopard - revelación femenina | Ella misma         | Ganadora           |                    |

| Globos de Oro | Globos de Oro                                           | Globos de Oro   | Globos de Oro | Globos de Oro |
| Año           | Categoría                                               | Trabajo         | Resultado     |               |
| ------------- | ------------------------------------------------------- | --------------- | ------------- | ------------- |
| 2012          | Mejor actriz de reparto                                 | The Descendants | Nominada      |               |
| 2018          | Mejor actriz de reparto de serie, miniserie o telefilme | Big Little Lies | Nominada      |               |

| Premios BAFTA | Premios BAFTA      | Premios BAFTA | Premios BAFTA | Premios BAFTA |
| Año           | Categoría          | Trabajo       | Resultado     |               |
| ------------- | ------------------ | ------------- | ------------- | ------------- |
| 2015          | Estrella emergente | Ella misma    | Nominada      |               |

| Premios de la Crítica Cinematográfica | Premios de la Crítica Cinematográfica | Premios de la Crítica Cinematográfica | Premios de la Crítica Cinematográfica | Premios de la Crítica Cinematográfica |
| Año                                   | Categoría                             | Trabajo                               | Resultado                             |                                       |
| ------------------------------------- | ------------------------------------- | ------------------------------------- | ------------------------------------- | ------------------------------------- |
| 2012                                  | Mejor actriz de reparto               | The Descendants                       | Nominada                              |                                       |
| 2012                                  | Mejor intérprete joven                | The Descendants                       | Nominada                              |                                       |
| 2015                                  | Mejor actriz de acción                | Divergent                             | Nominada                              |                                       |

| Premios del Sindicato de Actores | Premios del Sindicato de Actores    | Premios del Sindicato de Actores | Premios del Sindicato de Actores | Premios del Sindicato de Actores |
| Año                              | Categoría                           | Trabajo                          | Resultado                        |                                  |
| -------------------------------- | ----------------------------------- | -------------------------------- | -------------------------------- | -------------------------------- |
| 2012                             | Mejor reparto                       | The Descendants                  | Nominada                         |                                  |
| 2020                             | Mejor reparto de televisión - drama | Big Little Lies                  | Nominada                         |                                  |

| Primetime Emmy Awards | Primetime Emmy Awards                           | Primetime Emmy Awards | Primetime Emmy Awards | Primetime Emmy Awards |
| Año                   | Categoría                                       | Trabajo               | Resultado             |                       |
| --------------------- | ----------------------------------------------- | --------------------- | --------------------- | --------------------- |
| 2017                  | Mejor actriz de reparto - miniserie o telefilme | Big Little Lies       | Nominada              |                       |